# Master of Orion III
Master of Orion III è un videogioco di tipo gestionale, di strategia a turni e con quasi trascurabili componenti di tattica in tempo reale (con semplici unità 2D e disegni 3D), ambientato in un ipotetico futuro di un'immaginaria galassia, in cui si devono occupare pianeti e controllare eserciti per costruire un impero stellare. Sviluppato da Infogrames e distribuito nell'anno 2003, è il seguito di Master of Orion II uscito nell'anno 1996.

## Trama
Stando al manuale di gioco, viene fuori che il pianeta chiamato Antares nel gioco precedente era in realtà una base chiamata "ConJenn". A seguito degli eventi di quel gioco, gli Antares contrattaccarono e sconfissero le giovani razze del settore di Orion per poi schiavizzare ogni gente su ogni pianeta e distruggendo ogni centro militare e di ricerca per impedire ogni ribellione. Mille anni dopo, però, gli Antares spariscono misteriosamente a causa di una rivolta delle armi biologiche senzienti chiamate "Mietitori", che spazzarono via il 98% della popolazione che viveva nel settore Antares. I superstiti si divisero in due pianeti, ossia Antares stesso e Orion, ma vi furono anche altri Antares sopravvissuti che vissero in piccole colonie e basi in tutta la galassia.
Mentre si vociferava di un legittimo erede al torno di Orion, gli Antares che vissero su quel pianeta sopra le altre razze conclusero che, senza l'appoggio del loro potente impero, era necessario un cambiamento; dunque, anticipando la ribellione, si auto-dichiararono i "Nuovi Orion" (per differenziarsi da quelli antichi e autentici) e fondarono un Senato composto dai membri delle giovani razze. Alcune di esse, in segno di rifiuto, guidarono una ribellione, ma furono ridotte all'orlo dell'estinzione, e per sopravvivere dovettero rifugiarsi in piccole colonie e rifugi isolati nel settore. Intanto, un gruppo di Antares isolati svilupparono una nuova arma biologica chiamata "Mietitore Zeta". Uno degli scienziati portò un carico di questi parassiti senzienti nel settore di Orion, e fecero strage in una base umana. Essendo però i Mietitori senzienti, essi iniziarono a sviluppare dei piani tutti loro, diffondendosi e formando colonie come le altre razze e rinominandosi "Ithkul".

## Modalità di gioco
La modalità a giocatore singolo presenta un lungo scenario con vari livelli di difficoltà, con numerosi filmati di presentazione e di intermezzo, e che permette di vestire i panni di otto gruppi principali, divisi in otto razze. La modalità multigiocatore è disponibile su LAN o su Internet (con modem) utilizzando applicazioni e siti per il gioco on-line.